# Henryk Toruńczyk
Henryk Toruńczyk (ur. 8 lutego 1909 we Włocławku, zm. 18 stycznia 1966 w Warszawie) – pułkownik ludowego Wojska Polskiego, uczestnik wojny domowej w Hiszpanii i II wojny światowej. Organizator i dowódca Polskiego Samodzielnego Batalionu Specjalnego, pierwszy dowódca Korpusu Bezpieczeństwa Wewnętrznego.

## Życiorys
Wywodził się z rodziny pochodzenia żydowskiego. Był synem Abrama (Adama) (ur. 1881) i Estery (Ewy) z Przedeckich (ur. 1883), bratem Racheli po mężu Wajchselfisz (ur. 1907) i Jerzego (Jurka) (ur. 1916). W 1929 ukończył Gimnazjum Ziemi Kujawskiej we Włocławku. Ukończył także szkołę podchorążych rezerwy. Następnie wyjechał do Belgii, gdzie w 1933 ukończył Wyższą Szkołę Tekstylną w Verviers. W latach 1936–1937 zatrudniony w fabryce w Łodzi.
W latach 1937–1939 wziął udział jako ochotnik w wojnie domowej w Hiszpanii. W 1938 był kolejno: adiutantem w batalionach im. Palafoxa i Mickiewicza Brygad Międzynarodowych, następnie szefem sztabu brygady pod dowództwem mjr. Bolesława Mołojca. Po rozwiązaniu brygad pozostał w Hiszpanii, aby w 1939 w stopniu majora, objąć dowództwo powtórnie sformowanej XIII Brygady Międzynarodowej. Następnie objął dowództwo wszystkich jednostek międzynarodowych. Po zakończeniu walk przekroczył granicę francuską i został internowany w obozach: Vernet i Dżilfa. Pozostawał w internowaniu do 1943.
W 1943, po zajęciu Algierii przez wojska amerykańskie, wyjechał do ZSRR przy okazji repatriacji obywateli ZSRR więzionych w Dżilfie. Został tam, w stopniu pułkownika, dowódcą Polskiego Samodzielnego Batalionu Szturmowego. Od marca do maja 1945 był pierwszym dowódcą Korpusu Bezpieczeństwa Wewnętrznego.
Po zakończeniu wojny został oddelegowany do organów administracji Ziem Odzyskanych. Pracował w Departamencie Kontroli w Ministerstwie Ziem Odzyskanych. Od 1949 do 1950 pracował w Centralnym Zarządzie PGR. W latach 1950–1966 był dyrektorem generalnym w Ministerstwie Przemysłu Lekkiego. Wchodził w skład Rady Naczelnej ZBoWiD.
Członek Komunistycznej Partii Hiszpanii (od 1937 do 1939), Polskiej Partii Robotniczej (od 1944) i Polskiej Zjednoczonej Partii Robotniczej (od 1948). Delegat na I Zjazd PPR.
Dwukrotnie żonaty. Pierwszą żoną była Jadwiga z Kannerów (1911–1989), z którą miał syna Jerzego (1940–2015). Po raz drugi ożenił się z Romaną z Szykierów, z którą miał syna Adama Henryka, profesora topologii, oraz córkę Barbarę, publicystkę i wydawcę.
Zmarł w Warszawie, pochowany na cmentarzu Wojskowym na Powązkach (kwatera A 25-Tuje-18).

## Ordery i odznaczenia
- Order Sztandaru Pracy I klasy[6]
- Krzyż Komandorski Orderu Odrodzenia Polski (13 lipca 1955)[7][6]
- Order Krzyża Grunwaldu III klasy[6]
- Krzyż Złoty Orderu Virtuti Militari[6]
- Krzyż Partyzancki[6]
- Medal „Za Waszą Wolność i Naszą”[6]
- Order Wojny Ojczyźnianej II klasy (ZSRR)[6]